# 日本人クラブ
日本人クラブ（にほんじんクラブ）とは、
1. 日本国外に在住する日本人を会員として、主に特定の国または都市などを単位として組織される会員制のクラブ。その地域における在外日本人の相互扶助や親睦などを目的として組織される。地域によっては、日本人会などの名称を用いている場合もある。
2. 海外（特に発展途上国）において、海外旅行中や出張中の日本人を対象に営業を行う飲食店やカラオケ店のこと。風俗店を兼ねている店も多い。